# Dyskografia Bryana Adamsa
Dyskografia Bryana Adamsa.

## Albumy studyjne
| Bryan Adams                 | - Data: 12 lutego 1980 - Wydawca: A&M                   | –   | 69 | –  | –  | –  | –  | –  | |
| You Want It You Got It      | - Data: 21 lipca 1981 - Wydawca: A&M                    | 118 | 50 | –  | 78 | –  | –  | –  | - CAN: złota płyta |
| Cuts Like a Knife           | - Data: 18 stycznia 1983 - Wydawca: A&M                 | 1   | 8  | 52 | 21 | –  | –  | –  | - CAN: 3x platynowa płyta - USA: platynowa płyta - CHE: złota płyta - UK: srebrna płyta                                     |
| Reckless                    | - Data: 5 listopada 1984 - Wydawca: A&M                 | 8   | 1  | 2  | 7  | 10 | –  | 2  | - CAN: diamentowa płyta - USA: 5x platynowa płyta - UK: 3x platynowa płyta - CHE: platynowa płyta - AUT: złota płyta        |
| Into the Fire               | - Data: 30 marca 1987 - Wydawca: A&M                    | 7   | 2  | 14 | 10 | 4  | 13 | 4  | - CAN: 3x platynowa płyta - USA: platynowa płyta - CHE: platynowa płyta - UK: złota płyta                                   |
| Waking Up the Neighbours    | - Data: 24 września 1991 - Wydawca: A&M                 | 6   | 1  | 1  | 1  | 1  | 1  | 1  | - CAN: diamentowa płyta - USA: 4x platynowa płyta - CHE: 4x platynowa płyta - UK: 3x platynowa płyta - AUT: platynowa płyta |
| 18 til I Die                | - Data: 4 czerwca 1996 - Wydawca: A&M                   | 31  | 4  | 2  | 1  | 2  | 2  | 7  | - CAN: 3x platynowa płyta - UK: 2x platynowa płyta - USA: platynowa płyta - CHE: platynowa płyta - AUT: złota płyta         |
| On a Day Like Today         | - Data: 27 października 1998 - Wydawca: A&M             | 103 | 3  | 38 | 11 | 2  | 4  | 34 | - CAN: 2x platynowa płyta - CHE: platynowa płyta - UK: złota płyta - AUT: złota płyta                                       |
| Room Service                | - Data: 20 września 2004 - Wydawca: Polydor             | 134 | 2  | 15 | 4  | 1  | 3  | 18 | - CAN: platynowa płyta - UK: złota płyta - CHE: złota płyta                                                                 |
| 11                          | - Data: 17 marca 2008 - Wydawca: Polydor                | 80  | 1  | 35 | 6  | 1  | 2  | 39 | - CHE: złota płyta - UK: srebrna płyta                                                                                      |
| Tracks of My Years          | - Data: 30 września 2014 - Wydawca: Verve               | 89  | 1  | 61 | 11 | 6  | 5  | –  | - CAN: złota płyta - UK: srebrna płyta                                                                                      |
| Get Up                      | - Data: 16 października 2015 - Wydawca: Universal Music | 99  | 8  | 6  | 2  | 1  | 4  | 10 | |
| „–” album nie był notowany. |                                                         |     |    |    |    |    |    |    | |

## Ścieżki dźwiękowe
| Spirit: Stallion of the Cimarron | - Data: 14 maja 2002 - Wydawca: A&M | 40 | – | 94 | 8 | 6 | 6 | 19 | - USA: złota płyta - CHE: złota płyta - UK: srebrna płyta |
| „–” album nie był notowany.      |                                     |    |   |    |   |   |   |    |                                                           |

## Albumy koncertowe
| Live! Live! Live!           | - Data: 1988 - Wydawca: A&M                     | –  | –  | –  | 17 | 21 | 17 | –  | - CAN: złota płyta                                              |
| MTV Unplugged               | - Data: 9 grudnia 1997 - Wydawca: A&M           | 88 | 10 | 28 | 19 | 3  | 7  | 22 | - UK: platynowa płyta - CHE: platynowa płyta - AUT: złota płyta |
| Live at the Budokan         | - Data: 17 czerwca 2003 - Wydawca: A&M          | –  | –  | –  | –  | –  | –  | –  |                                                                 |
| Bare Bones                  | - Data: 29 października 2010 - Wydawca: Polydor | –  | 18 | 38 | 35 | 20 | 19 | –  | - CAN: złota płyta                                              |
| Live At Sydney Opera House  | - Data: 2 września 2013 - Wydawca: Polydor      | –  | –  | –  | –  | –  | –  | –  |                                                                 |
| „–” album nie był notowany. |                                                 |    |    |    |    |    |    |    |                                                                 |

## Kompilacje
| Hits On Fire                | - Data: 1988 - Wydawca: A&M                   | –  | – | –  | –  | –  | –  | –  | |
| So Far So Good              | - Data: 2 listopada 1993 - Wydawca: A&M       | 6  | 1 | 1  | 1  | 1  | 1  | 1  | - CAN: 6x platynowa płyta - USA: 5x platynowa płyta - CHE: 4x platynowa płyta - UK: 3x platynowa płyta - AUT: 2x platynowa płyta |
| The Best of Me              | - Data: 15 listopada 1999 - Wydawca: A&M      | –  | 7 | 18 | 12 | 3  | 4  | 2  | - CAN: 3x platynowa płyta - UK: 3x platynowa płyta - CHE: platynowa płyta - AUT: złota płyta                                     |
| Anthology                   | - Data: 18 października 2005 - Wydawca: A&M   | 65 | 4 | 55 | 29 | 39 | 28 | 10 | - CAN: 2x platynowa płyta - UK: platynowa płyta                                                                                  |
| Icon                        | - Data: 31 sierpnia 2010 - Wydawca: Universal | –  | – | –  | –  | –  | –  | –  | |
| Ultimate                    | - Data: 3 listopada 2017 - Wydawca: Polydor   |    |   |    |    |    |    |    | |
| „–” album nie był notowany. |                                               |    |   |    |    |    |    |    | |

## Albumy wideo
| So Far So Good (And More)     | - Data: 1994 - Wydawca: A&M                 | –  | –  | – | - UK: złota płyta |
| MTV Unplugged                 | - Data: 9 grudnia 1997 - Wydawca: A&M       | –  | –  | – | - UK: złota płyta |
| Live at Slane Castle, Ireland | - Data: 11 grudnia 2001 - Wydawca: A&M      | 29 | 12 | – | - UK: złota płyta |
| Live at the Budokan           | - Data: 9 czerwca 2003 - Wydawca: A&M       | –  | –  | – |                   |
| Live in Lisbon                | - Data: 2 grudnia 2005 - Wydawca: A&M       | –  | –  | 4 |                   |
| Live at Sydney Opera House    | - Data: 30 sierpnia 2013 - Wydawca: Polydor | –  | –  | – |                   |
| „–” album nie był notowany.   |                                             |    |    |   |                   |

## Single
| „Let Me Take You Dancing”                         | 1979 | 90 | –  | –  | –  | –  | –  | –  | –  | –   | –   | singiel bez albumu               |
| „Hidin' from Love”                                | 1980 | 64 | –  | –  | –  | –  | –  | –  | –  | –   | –   | Bryan Adams                      |
| „Give Me Your Love”                               | 1980 | 91 | –  | –  | –  | –  | –  | –  | –  | –   | –   | Bryan Adams                      |
| „Remember”                                        | 1980 | –  | –  | –  | –  | –  | –  | –  | –  | –   | –   | Bryan Adams                      |
| „Lonely Nights”                                   | 1981 | –  | –  | –  | –  | –  | –  | –  | –  | –   | 84  | You Want It You Got It           |
| „Coming Home”                                     | 1981 | –  | –  | –  | –  | –  | –  | –  | –  | –   | –   | You Want It You Got It           |
| „Fits Ya Good”                                    | 1981 | 30 | –  | –  | –  | –  | –  | –  | –  | –   | –   | You Want It You Got It           |
| „Straight from the Heart”                         | 1983 | 20 | –  | –  | –  | –  | –  | –  | –  | 51  | 10  | Cuts Like a Knife                |
| „Cuts Like a Knife”                               | 1983 | 12 | –  | –  | –  | –  | –  | –  | –  | –   | 15  | Cuts Like a Knife                |
| „This Time”                                       | 1983 | 32 | –  | –  | –  | –  | –  | –  | –  | 41  | 24  | Cuts Like a Knife                |
| „I'm Ready”                                       | 1983 | 32 | –  | –  | –  | –  | –  | –  | –  | –   | –   | Cuts Like a Knife                |
| „The Only One”                                    | 1983 | –  | –  | –  | –  | –  | –  | –  | –  | –   | –   | Cuts Like a Knife                |
| „Take Me Back”                                    | 1983 | –  | –  | –  | –  | –  | –  | –  | –  | –   | –   | Cuts Like a Knife                |
| „Run to You”                                      | 1984 | 12 | –  | –  | –  | –  | –  | –  | –  | 11  | 6   | Reckless                         |
| „Somebody”                                        | 1985 | 13 | –  | –  | –  | –  | –  | –  | –  | 35  | 11  | Reckless                         |
| „Heaven”                                          | 1985 | 11 | –  | –  | 28 | 3  | –  | 8  | 14 | 38  | 1   | Reckless                         |
| „Summer of ’69”                                   | 1985 | 11 | –  | 17 | 62 | 9  | –  | 13 | –  | 42  | 5   | Reckless                         |
| „One Night Love Affair”                           | 1985 | 19 | –  | –  | –  | –  | –  | –  | –  | –   | 13  | Reckless                         |
| „It's Only Love” (oraz Tina Turner)               | 1985 | 14 | –  | 30 | 44 | –  | –  | –  | –  | 29  | 15  | Reckless                         |
| „Christmas Time”                                  | 1985 | 39 | –  | –  | 67 | 2  | –  | 19 | 18 | 55  | –   | singiel bez albumu               |
| „Heat of the Night”                               | 1987 | 7  | –  | –  | 33 | 6  | –  | 7  | 17 | 50  | 6   | Into the Fire                    |
| „Hearts on Fire”                                  | 1987 | 25 | –  | –  | –  | –  | –  | –  | –  | 57  | 26  | Into the Fire                    |
| „Victim of Love”                                  | 1987 | 53 | –  | –  | –  | –  | –  | –  | –  | 68  | 32  | Into the Fire                    |
| „Only the Strong Survive”                         | 1987 | 47 | –  | –  | –  | –  | –  | –  | –  | –   | –   | Into the Fire                    |
| „Into the Fire”                                   | 1987 | –  | –  | –  | –  | –  | –  | –  | –  | –   | –   | Into the Fire                    |
| „Another Day”                                     | 1987 | –  | –  | –  | –  | –  | –  | –  | –  | –   | –   | Into the Fire                    |
| „(Everything I Do) I Do It for You”               | 1991 | 1  | 1  | 1  | 1  | 1  | 1  | 1  | 1  | 1   | 1   | Waking Up the Neighbours         |
| „Can't Stop This Thing We Started”                | 1991 | 1  | 9  | 14 | 14 | 7  | 10 | 3  | 8  | 12  | 2   | Waking Up the Neighbours         |
| „There Will Never Be Another Tonight”             | 1991 | 2  | 30 | –  | –  | –  | 29 | 33 | –  | 32  | 31  | Waking Up the Neighbours         |
| „Thought I'd Died and Gone to Heaven”             | 1992 | 1  | 13 | –  | 47 | –  | 43 | –  | –  | 8   | 13  | Waking Up the Neighbours         |
| „All I Want Is You”                               | 1992 | –  | 31 | –  | –  | –  | –  | –  | –  | 22  | –   | Waking Up the Neighbours         |
| „Do I Have to Say the Words?”                     | 1992 | 2  | –  | –  | 75 | –  | 24 | –  | –  | 30  | 11  | Waking Up the Neighbours         |
| „Touch the Hand”                                  | 1992 | 38 | –  | –  | –  | –  | –  | –  | –  | –   | –   | Waking Up the Neighbours         |
| „Please Forgive Me”                               | 1993 | 1  | 1  | 2  | 3  | 1  | 3  | 2  | 2  | 2   | 7   | So Far So Good                   |
| „All for Love” (oraz Rod Stewart & Sting)         | 1993 | 1  | 1  | 1  | 1  | 1  | 3  | 1  | 1  | 2   | 1   | Trzej muszkieterowie             |
| „Have You Ever Really Loved a Woman?”             | 1995 | 1  | 1  | 1  | 3  | 5  | 2  | 1  | 1  | 4   | 1   | Don Juan De Marco                |
| „Rock Steady” (oraz Bonnie Raitt)                 | 1995 | 12 | –  | –  | –  | –  | –  | –  | –  | 50  | 73  | Road Tested                      |
| „The Only Thing That Looks Good on Me Is You”     | 1996 | 1  | 19 | –  | 44 | –  | 21 | 24 | 5  | 6   | 52  | 18 til I Die                     |
| „Let's Make a Night to Remember”                  | 1996 | 1  | 7  | 34 | 57 | –  | –  | 39 | 41 | 10  | 24  | 18 til I Die                     |
| „Star”                                            | 1996 | –  | –  | –  | 76 | –  | –  | –  | –  | 13  | –   | 18 til I Die                     |
| „18 til I Die”                                    | 1996 | 21 | –  | –  | 85 | –  | 86 | –  | –  | 22  | –   | 18 til I Die                     |
| „I Finally Found Someone” (oraz Barbra Streisand) | 1996 | 14 | 2  | 23 | 53 | –  | 16 | 9  | 17 | 10  | 8   | NA                               |
| „Back to You”                                     | 1997 | 1  | 38 | –  | 62 | –  | 77 | 56 | –  | 18  | –   | MTV Unplugged                    |
| „I'm Ready”                                       | 1998 | 11 | –  | –  | 66 | –  | 24 | –  | –  | 20  | –   | MTV Unplugged                    |
| „On a Day Like Today”                             | 1998 | 14 | –  | 32 | 53 | –  | 66 | –  | 32 | 13  | –   | On a Day Like Today              |
| „When You're Gone” (oraz Melanie C) „             | 1998 | 13 | 4  | 14 | 14 | 6  | 7  | 8  | 11 | 3   | –   | On a Day Like Today              |
| „Cloud Number Nine”                               | 1999 | 8  | –  | 13 | 33 | –  | 62 | 43 | 26 | 6   | –   | On a Day Like Today              |
| „The Best of Me”                                  | 1999 | 10 | –  | 37 | 65 | –  | 67 | –  | 31 | 47  | –   | The Best of Me                   |
| „Don't Give Up” (Chicane wraz z Bryanem Adamsem)  | 2000 | –  | 6  | –  | 24 | 6  | 21 | 51 | 42 | 1   | –   | Behind the Sun                   |
| „Inside Out”                                      | 2000 | –  | –  | –  | 66 | 38 | 91 | –  | 53 | –   | –   | On a Day Like Today              |
| „Here I Am”                                       | 2002 | –  | –  | 12 | 17 | 17 | 30 | 15 | 24 | 5   | 123 | Spirit: Stallion of the Cimarron |
| „Open Road”                                       | 2004 | 1  | –  | 35 | 23 | 12 | 28 | –  | 17 | 21  | –   | Room Service                     |
| „Flying”                                          | 2004 | –  | –  | –  | 68 | 41 | 86 | –  | 51 | 37  | –   | Room Service                     |
| „Room Service”                                    | 2005 | –  | –  | –  | 74 | –  | –  | –  | –  | –   | –   | Room Service                     |
| „This Side of Paradise”                           | 2005 | –  | –  | –  | –  | –  | –  | –  | –  | –   | –   | Room Service                     |
| „I Thought I'd Seen Everything”                   | 2008 | 47 | –  | 41 | 55 | 8  | –  | –  | 52 | 146 | –   | 11                               |
| „Tonight We Have the Stars”                       | 2008 | –  | –  | –  | –  | –  | –  | –  | –  | –   | –   | 11                               |
| „She's Got a Way”                                 | 2008 | –  | –  | –  | –  | –  | –  | –  | –  | –   | –   | 11                               |
| „–” singel nie był notowany.                      |      |    |    |    |    |    |    |    |    |     |     |                                  |

## Teledyski
| Tytuł                                         | Rok  | Reżyseria                  | Źródło |
| --------------------------------------------- | ---- | -------------------------- | ------ |
| „Sleepless Nights”                            | 1980 | Marcus Nispel              | [ 22 ] |
| „Cuts Like a Knife”                           | 1983 | Steve Barron               | [ 23 ] |
| „This Time”                                   | 1983 | Steve Barron               | [ 24 ] |
| „Heaven”                                      | 1984 | Steve Barron               | [ 25 ] |
| „Summer of '69”                               | 1984 | Steve Barron               | [ 26 ] |
| „Somebody”                                    | 1984 | Steve Barron               | [ 27 ] |
| „Kids Wanna Rock”                             | 1984 | Steve Barron               | [ 28 ] |
| „Run to You”                                  | 1985 | Steve Barron               | [ 29 ] |
| „Heat of the Night”                           | 1987 | Wayne Isham                | [ 30 ] |
| „Victim of Love”                              | 1987 | Dominic Sena               | [ 31 ] |
| „(Everything I Do) I Do It for You”           | 1991 | Julien Temple              | [ 32 ] |
| „There Will Never Be Another Tonight”         | 1991 | Steve Barron               | [ 33 ] |
| „All I Want Is You”                           | 1991 | Kevin Godley               | [ 34 ] |
| „Can't Stop This Thing We Started”            | 1991 | Kevin Godley               | [ 35 ] |
| „Thought I'd Died and Gone to Heaven”         | 1992 | Kevin Godley               | [ 36 ] |
| „Do I Have to Say the Words?”                 | 1992 | Anton Corbijn              | [ 37 ] |
| „All for Love”                                | 1993 | David Hogan                | [ 38 ] |
| „Have You Ever Really Loved a Woman?”         | 1995 | Anton Corbijn              | [ 39 ] |
| „Let's Make a Night to Remember”              | 1996 | Matthew Rolston            | [ 40 ] |
| „The Only Thing That Looks Good on Me Is You” | 1996 | Matthew Rolston            | [ 41 ] |
| „Back to You”                                 | 1997 | Milton Lage                | [ 42 ] |
| „18 til I Die”                                | 1997 | David Mould                | [ 43 ] |
| „I'm Ready”                                   | 1998 | Nigel Dick                 | [ 44 ] |
| „On a Day Like Today”                         | 1998 | Joseph Kahn                | [ 45 ] |
| „The Best of Me”                              | 1999 | Paul Boyd                  | [ 46 ] |
| „Inside Out”                                  | 1999 | Marcus Nispel              | [ 47 ] |
| „Cloud Number Nine”                           | 1999 | Joe Rey                    | [ 48 ] |
| „Don't Give Up”                               | 2000 | Sven Harding               | [ 49 ] |
| „Here I Am”                                   | 2002 | Mike Lipscombe             | [ 50 ] |
| „Open Road”                                   | 2004 | Tomorrow’s Brightest Minds | [ 51 ] |
| „Flying”                                      | 2004 | Kevin Godley               | [ 52 ] |
| „This Side of Paradise”                       | 2005 | Dick Caruthers             | [ 53 ] |
| „I Thought I'd Seen Everything”               | 2008 | Bryan Adams                | [ 54 ] |
| „Tonight We Have the Stars”                   | 2008 | Bryan Adams                | [ 54 ] |